# Massive Mountain
Massive Mountain is een berg gesitueerd in de Canadese provincie Alberta. In 1918 kreeg de berg zijn naam.
De berg behoort tot de Massive Range in de Canadian Rockies en heeft een hoogte van 2.435 meter boven zeeniveau.